# Mołdawia na Zimowych Igrzyskach Olimpijskich 2018
Mołdawia na Zimowych Igrzyskach Olimpijskich 2018 – występ kadry sportowców reprezentujących Mołdawię na igrzyskach olimpijskich w Pjongczangu w 2018 roku.
W kadrze znalazło się dwóch zawodników, którzy wystąpili w trzech konkurencjach w dwóch dyscyplinach sportowych – biegach narciarskich i narciarstwie alpejskim.
Funkcję chorążego reprezentacji Mołdawii podczas ceremonii otwarcia i zamknięcia igrzysk pełnił biegacz narciarski Nicolae Gaiduc. Reprezentacja Mołdawii weszła na stadion olimpijski jako 23. w kolejności, pomiędzy ekipami z Czarnogóry i Malty.
Był to 7. start reprezentacji Mołdawiii na zimowych igrzyskach olimpijskich i 13. start olimpijski, wliczając w to letnie występy.

## Skład reprezentacji

### Biegi narciarskie
| Konkurencja                                         | Zawodnik       | Czas    | Strata  | Miejsce |
| --------------------------------------------------- | -------------- | ------- | ------- | ------- |
| Bieg indywidualny mężczyzn na 15 km stylem dowolnym | Nicolae Gaiduc | 43:43,3 | +9:59,4 | 106.    |

### Narciarstwo alpejskie
| Konkurencja              | Zawodnik         | Przejazd 1 | Przejazd 1 | Przejazd 2 | Przejazd 2 | Czas łączny | Miejsce |
| Konkurencja              | Zawodnik         | Czas       | Miejsce    | Czas       | Miejsce    | Czas łączny | Miejsce |
| ------------------------ | ---------------- | ---------- | ---------- | ---------- | ---------- | ----------- | ------- |
| Zjazd mężczyzn           | Christopher Hörl | —          | —          | —          | —          | 1:45,21     | 40.     |
| Superkombinacja mężczyzn | Christopher Hörl | 1:22,25    | 41.        | DNS        | DNS        | DNF         | DNF     |